# Janragitgin
Janragitgin (rus. Янрагытгын; čukotski: Янрагытгын) je slatkovodno jezero u Anadirskom rajonu, Čukotski autonomni okrug, Rusija. Ima površinu od 29.1 km2.
Na obalama jezera nema stalnih naselja.
Ime jezera u Čukotskom znači "zasebno jezero".

## Geografija
Janragitgin leži u blizini sjevernih padina gorja Ukvušvujnen, dijela gorja Korjak. Nalazi se 85 km jugozapadno od jezera Krasnoje i 65 km sjeverozapadno od jezera Majnic. Jezero je otprilike kruškolikog oblika i proteže se otprilike od sjevera prema jugu. Južni dio uključuje nekoliko otočića u blizini obale. 
Yanragytgyn leži u močvarnom ravnom području jugozapadnog dijela Anadirske nizine prošaranog termokarstnim jezerima. Neimenovana pritoka Čirinaje iz sliva Velikaje istječe iz južne obale jezera. Jezero se zaledi u listopadu i ostaje pod ledom do lipnja. 

## Vanjske poveznice
- Rybalka na morâh, rekah i ozerah Čukotki. (Ribarstvo)